# بيترس كامبر
بيترُس كامبر (باللاتينية: Petrus Camper) ـ (11 مايو 1722 – 7 أبريل 1789) كان طبيبًا وعالم تشريح وعالم وظائف الأعضاء وقابلة وعالم حيوان وأنثروبولوجيا وأحفوريات وعالم طبيعة هولنديًا في عصر التنوير. كان معروفًا لدى معاصريه بأنه أحد أكثر المفكرين تنوعًا في أوروبا، كما اشتهر بعمله في زاوية الوجه، وهي محاولة مبكرة لقياس الفروق بين الجماجم البشرية.

## الحياة المبكرة والتعليم
وُلِد كامبر في ليواردن، ودرس في جامعة ليدن حيث تعلّم الطب، وعلم التشريح، والرياضيات، والفيزياء، والفلسفة، واللغات. حصل على درجة الدكتوراه في الطب عام 1746، وسافر بعدها إلى فرنسا وسويسرا، حيث التقى علماء بارزين وواصل دراسته في الطب والجراحة.

## الحياة المهنية
عمل كامبر أستاذًا للطب والجراحة في جامعة أمستردام، ثم في جامعة خرونينغن. كان من أوائل من استخدموا الجثث البشرية في التدريس العملي للطب، وأجرى تشريحات عامة كانت تحظى بحضور واسع.
ساهم بشكل كبير في علم تشريح الإنسان والحيوان، ودرس الاختلافات في الجمجمة بين الأجناس المختلفة، كما وضع تصورًا مبكرًا لفكرة "سلسلة الكائنات". وقد كانت أبحاثه ذات تأثير في تشكيل المفاهيم الأولى لعلم الأنثروبولوجيا الفيزيائية.

## زاوية الوجه
يشتهر كامبر بمفهوم زاوية الوجه، التي استخدمها كمؤشر تشريحي لتمييز الاختلافات بين الجماجم البشرية، بما في ذلك ما اعتبره الفروقات العرقية. قاس الزاوية بين الجبهة والفك العلوي، وادعى أن هذه الزاوية تمثل مستوى الذكاء أو التقدم الحضاري، مما كان له تأثير كبير لاحقًا في علم الإنسان، رغم أن نتائجه تُعتبر اليوم غير دقيقة ومتحيزة ثقافيًا.

## اهتماماته الأخرى
كان كامبر أيضًا رسامًا بارعًا ونحاتًا ومهندسًا معماريًا. كتب عن الرسم والتناسبات الجمالية، وتأثر بأعمال ليوناردو دا فينشي. كما عمل في السياسة، وكان عضوًا في عدة أكاديميات علمية، منها الجمعية الملكية البريطانية.

## الوفاة والإرث
توفي في لاهاي عام 1789. وقد خلّف أثرًا واسعًا في علوم التشريح والأنثروبولوجيا، رغم أن بعض أفكاره الآن تُعد قديمة أو غير علمية. ابنه أدريان كامبر واصل تقاليد والده الفكرية والعلمية.